# Archieparquía de Latakia de los melquitas
La archieparquía de Latakia de los melquitas, de Laodicea, de Latakia y Tartús o de Latakia y el Valle de los Cristianos (en latín: Archieparchia Laodicena Graecorum Melkitarum y en árabe: أبرشية اللاذقية‎) es una circunscripción eclesiástica de la Iglesia católica en Siria. Se trata de una archieparquía greco-católica melquita, inmediatamente sujeta al patriarca de Antioquía de los melquitas. Desde el 17 de agosto de 2021 su archieparca es Georges Khawam, de la Sociedad de Misioneros de San Pablo.

## Territorio y organización
La archieparquía extiende su jurisdicción sobre los fieles de rito bizantino greco-melquitas residentes en las gobernaciones de Latakia y de Tartús. Además comprende el distrito de Talkalakh en la gobernación de Homs y el distrito de Masyaf en la gobernación de Hama. La archieparquía está dentro del territorio propio del patriarcado de Antioquía de los melquitas.
La sede de la archieparquía se encuentra en la ciudad de Latakia (la antigua Laodicia), en donde se halla la Catedral de Nuestra Señora de la Anunciación.
En 2021 en la archieparquía existían 16 parroquias:
- Nuestra Señora de la Anunciación, en Latakia
- San Nicolás, en Safita
- San Juan Bautista, en Safita
- San Pablo, en Safita
- Parroquia de Tartús-Banias, en la iglesia maronita de Tartús
- Parroquia en Bdada, sin iglesia
- San Pedro, en Marmarita
- Nuestra Señora de la Dormición, en Machta Azar
- Nuestra Señora de la Dormición, en Bahzina
- Nuestra Señora de la Dormición, en Al-Hosn
- Nuestra Señora de la Dormición, en Kafra
- Nuestra Señora de la Dormición, en Anaz
- San Antonio, en Zouetiné
- Natividad de la Virgen, en Tannourine
- San Elías, en Ain el-Raheb
- San José, en Jouar-el-Afes
- San Miguel, en Houache
- San Jorge, en Amar-el-Hosn
- Nuestra Señora del Rosario, en Al-Manach

## Historia

### Antigua sede de Laodicia
Laodicea de Siria, que corresponde a la ciudad de Latakia, es una antigua sede archiepiscopal de la provincia romana de Siria Primera en la diócesis civil del Oriente. Formaba parte del patriarcado de Antioquía. Como todas las sedes episcopales de esta provincia, dependía directamente del patriarca de Antioquía, quien la elevó, como otras diócesis de la provincia, al rango de sede metropolitana sin sufragáneas, según documenta una Notitia Episcopatuum fechada en la segunda mitad del siglo VI.
Según Doroteo de Tiro, el primer obispo de Laodicea habría sido san Lucio, mencionado por san Pablo en la carta a los Romanos (16,21), y recordado en los menologios griegos el 22 de abril. Eusebio de Cesarea añade 6 obispos de Laodicea, precediendo al Concilio de Nicea I en 325, donde está documentado el primer obispo conocido de esta sede, Teodoto.
La serie episcopal de Laodicea es fragmentaria: documentada hasta el siglo VI, más tarde resulta incompleta y se conocen pocos nombres. Durante la época de las Cruzadas la ciudad fue la sede de una diócesis de rito latino.
La sede sigue siendo hoy una metrópolis de la Iglesia ortodoxa de Antioquía (la arquidiócesis greco-ortodoxa de Latakia y dependencias), mencionada en 1700 por el patriarca de Alejandría Gerasimo Pallade y en 1715 por el patriarca de Jerusalén Crisante en un Syntagmation.

### Archieparquía actual
La división permanente de la Iglesia melquita de Antioquía tuvo lugar en 1724, separándose la parte católica de la ortodoxa. El área de Trípoli y Latakia fue gobernada por un vicario patriarcal (protosincelo) desde 1836, por lo que estaba asociada a la archieparquía de Damasco (sede patriarcal). 
La eparquía de Trípoli fue restaurada el 21 de marzo de 1897 y Latakia fue parte de la misma. Los padres misioneros paulinos llegaron en 1929 a la parte siria de la eparquía de Trípoli, conocida entonces como El Valle de los cristianos, y construyeron allí iglesias y centros de educación cristiana y llevaron a cabo una labor apostólica de gran importancia. El 28 de abril de 1961 la archieparquía de Latakia fue erigida con la bula Qui Dei consilio del papa Juan XXIII, separando el territorio sirio del libanés de la eparquía de Trípoli. Con ese acto, el pontífice confirmó la decisión del sínodo melquita de restaurar la antigua sede, hasta entonces la sede titular melquita de Laodicea en Siria (Laodicensis Melchitarum). Esta sede titular existió de 1896 a 1914 como archieparquía titular, fue suprimida y restaurada en 1922 como eparquía titular.

## Estadísticas
Según el Anuario Pontificio 2022 la archieparquía tenía a fines de 2021 un total de 13 000 fieles bautizados.
| Año                                                                             | Población            | Población | Población      | Sacerdotes | Sacerdotes    | Sacerdotes    | Bautizados por sacerdote | Diáconos permanentes | Religiosos | Religiosos | Parroquias |
| Año                                                                             | Bautizados católicos | Total     | % de católicos | Total      | Clero secular | Clero regular | Bautizados por sacerdote | Diáconos permanentes | Varones    | Mujeres    | Parroquias |
| ------------------------------------------------------------------------------- | -------------------- | --------- | -------------- | ---------- | ------------- | ------------- | ------------------------ | -------------------- | ---------- | ---------- | ---------- |
| 1970                                                                            | 30 000               | 700 000   | 4.3            | 17         | 11            | 6             | 1764                     |                      | 6          | 12         | 18         |
| 1980                                                                            | 13 000               | ?         | ?              | 20         | 15            | 5             | 650                      |                      | 5          | 14         | 16         |
| 1990                                                                            | 10 000               | ?         | ?              | 14         | 11            | 3             | 714                      |                      | 3          | 12         | 16         |
| 1997                                                                            | 10 000               | ?         | ?              | 18         | 14            | 4             | 555                      |                      | 12         | 12         | 19         |
| 2000                                                                            | 6750                 | ?         | ?              | 14         | 10            | 4             | 482                      |                      | 4          | 13         | 20         |
| 2001                                                                            | 10 000               | ?         | ?              | 16         | 12            | 4             | 625                      | 1                    | 4          | 16         | 18         |
| 2002                                                                            | 10 000               | ?         | ?              | 15         | 10            | 5             | 666                      | 1                    | 5          | 12         | 18         |
| 2004                                                                            | 10 000               | ?         | ?              | 15         | 11            | 4             | 666                      | 1                    | 4          | 13         | 18         |
| 2009                                                                            | 10 000               | ?         | ?              | 15         | 10            | 5             | 666                      | 2                    | 5          | 9          | 18         |
| 2013                                                                            | 14 500               | ?         | ?              | 18         | 13            | 5             | 805                      |                      | 6          | 7          | 18         |
| 2016                                                                            | 15 000               | ?         | ?              | 15         | 13            | 2             | 1000                     |                      | 2          | 7          | 18         |
| 2019                                                                            | 13 000               |           |                | 17         | 14            | 3             | 764                      |                      | 3          | 8          | 18         |
| 2021                                                                            | 13 000               |           |                | 12         | 12            |               | 1083                     |                      |            | 8          | 16         |
| Fuente: Catholic-Hierarchy, que a su vez toma los datos del Anuario Pontificio. |                      |           |                |            |               |               |                          |                      |            |            |            |

## Episcopologio

### Obispos de la antigua sede de Laodicia
- San Lucio †
- Telimidre †
- Eliodoro †
- Sócrates †
- San Eusebio † (264-circa 270 falleció)
- San Anatolio † (circa 270-circa 280 falleció)
- Esteban I † (al tiempo de Diocleciano)
  - Teodoto † (antes de 325-después de 327) (obispo arriano)
  - Jorge † (circa 332-circa 362 falleció) (obispo arriano)[7]
- San Pelagio † (363-después de 381)
- Apolinario †[8]
- Elpidio † (mencionado en 394)[9]
- Macario † (antes de 431-después de 451)
- Máximo † (antes de 458-después de 459)
- Nicia † (mencionado en 512)
  - Constantino I † (?-518 expulsado) (obispo monofisita)
- Esteban II † (mencionado en 553)
  - Domecio † (circa 553-antes de 563/564) (obispo monofisita)[7]
  - Juan † (mencionado en 720 circa) (obispo monofisita)
  - Constantino II † (mencionado entre 818 y 845) (obispo monofisita)
- Teodoro † (siglo X/siglo XI)
- Elías † (siglo X/siglo XI)
- Cosme † (siglo XI)[10]
- José † (siglo XII)
- Basilio † (siglo XII)[11]

### Archieparcas titulares de Laodicea
- Germanos Mouakkad † (14 de marzo de 1886 ordenado-11 de febrero de 1912 falleció)
- Antonio Farage † (1 de enero de 1922-7 de marzo de 1961 nombrado archieparca titular de Damiata de los greco-melquitas)

### Archieparcas de Latakia
- Paul Achkar † (20 de septiembre de 1961-18 de agosto de 1981 retirado)
- Michel Yatim † (18 de agosto de 1981-18 de julio de 1995 retirado)
- Fares Maakaroun (31 de julio de 1995-18 de diciembre de 1999 nombrado archieparca a título personal de Nuestra Señora del Paraíso en São Paulo)
- Nikolas Sawaf (14 de enero de 2000-agosto de 2021 retirado)
- Georges Khawam, S.M.S.P., desde el 17 de agosto de 2021